# Девушка, которая играла с огнём (фильм)
«Девушка, которая играла с огнём» (швед. Flickan som lekte med elden) — кинофильм режиссёра Даниэля Альфредсона, вышедший на экраны в 2009 году. Экранизация второго романа трилогии «Миллениум» Стига Ларссона. В фильме, действие которого происходит через год после событий первой части, на первый план выходит Лисбет Саландер, которая оказывается подозреваемой в серии убийств; также раскрываются подробности её происхождения.

## Сюжет
Проходит год после событий первой части. Лисбет Саландер живёт за границей, однако тайно возвращается в Швецию и наносит визит своему опекуну Бьюрману, угрожая ему его же пистолетом. Тем временем в газету «Миллениум», где работает Микаэль Блумквист, обращается молодой журналист Даг Свенссон, работающий над исследованием теневого бизнеса по поставке секс-рабынь в Швецию. По завершении работы планируется выход специального номера «Миллениума» на данную тему, в котором будут предъявлены обвинения некоторым высокопоставленным персонам. Однако вскоре Дага и его девушку Мию, также принимавшую участие в исследовании, расстреливают в их квартире. Убийство произведено из пистолета Бьюрмана, на котором обнаружены отпечатки пальцев Лисбет. Сам Бьюрман также найден мёртвым в своей квартире. Так, подозреваемой в убийстве становится именно Лисбет Саландер, хотя Блумквист верит в её невиновность и начинает своё расследование в надежде выявить истинного убийцу своих коллег. Нити ведут к загадочному человеку по имени Зала, про которого больше ничего не известно.
Используя сведения, добытые Дагом Свенссоном, Блумквист опрашивает одного из людей, на которых у него есть компромат, бывшего сотрудника секретной службы Гуннара Бьорка. Тот сообщает, что Зала — прозвище Александра Залаченко, бывшего советского гражданина, перебежчика-невозвращенца, офицера разведки, сбежавшего в годы «холодной войны» на сторону «свободного мира» и шведских спецслужб. Блумквист обращается к боксёру Паоло Роберто, другу Лисбет, и просит выяснить у Мириам Ву, подруги Лисбет, где может находиться Лисбет. Паоло становится свидетелем похищения Мириам, он бросается в погоню и вступает в схватку с гигантом-блондином (очень сильным, не чувствительным к ударам, но медлительным бойцом), от которого им с Мириам чудом удаётся спастись. От бывшего опекуна Лисбет, находящегося в больнице, Блумквист узнаёт, что Залаченко — отец Лисбет, причинивший ей в детстве много страданий и которого она пыталась убить, облив бензином.
Лисбет, независимо от Блумквиста, также идёт по следу преступников. Когда по телевизору показывают фоторобот напавшего на Паоло Роберто и Мириам блондина, она вспоминает, что видела этого человека у дома Бьюрмана и знает номер его машины. Постепенно она находит место, где живёт блондин, и ночью проникает туда. Там она встречает Залаченко, своего отца, и блондина, оказывающегося её единокровным братом (у него редкое генетическое заболевание, в результате которого он не чувствует боли и медленно двигается). Они собираются убить Лисбет и, тяжело раненную, закапывают в могилу. Однако Лисбет удаётся вылезти, и утром она с топором нападает на Залаченко. Блондин обнаруживает её и собирается убить, но тут появляется Блумквист и вызывает скорую помощь и полицию. В последних кадрах раненую Лисбет увозит вертолёт скорой помощи.

## В ролях
- Микаэль Нюквист — Микаэль Блумквист
- Нуми Рапас — Лисбет Саландер
- Лена Эндре — Эрика Бергер
- Петер Андерссон — Нильс Бьюрман
- Михалис Куцояннакис — Драган Арманский
- Анника Халлин — Анника Джаннини
- София Ледарп — Малин Эрикссон
- Якоб Эрикссон — Кристер Мальм
- Ясмин Гарби — Мириам Ву
- Георги Стайков — Александр Залаченко
- Микке Спрайц — Рональд Нидерманн
- Пер Оскарссон — Хольгер Пальмгрен
- Ральф Карлссон — Гуннар Бьёрк
- Паоло Роберто — в роли самого себя (боксер)